# Школа за основно образовање одраслих Сомбор
Школа за основно образовање одраслих, основана 1952. године налази се у улици Лазе Костића 3, у Сомбору.

## Историјат
Године 1952. у оквиру Радничког универзитета почела је са радом Школа за основно образовање одраслих у Сомбору, са задатком да у послератном периоду врши описмењавање неписмених лица и наставак школовања лица без завршене основне школе.
Школа постаје самостална од 26. јуна 1987. године, издвајањем из Радничког универзитета. У самом центру града у улици Лазе Костића број 3 добија и своју зграду 1989. године. Зграда у којој је тада усељена школа и где се и данас налази, сазидана је после 1750. године у бидермајер стилу. Некада је била пашин конак, временом је мењала власнике као породична кућа, а имала је и друге намене.

## Настава
Школа за основно образовање одраслих Сомбор реализује наставу према програму функционалног основног образовања одраслих.

## Награде
- Године 1990. школи је додељена престижна награда „Златно слово“ за изузетне резултате постигнуте у области описмењавања и основног образовања одраслих.[2]
- Године 2007. године школа је за свој пројекат усмерен на инклузију Рома у редовни образовни систем „Вештине за доживотно учење“ добила награду Одељења за Роме и номаде Савета Европе у кампањи „Доста!“.[2]